# Coyote
Een coyote of prairiewolf (Canis latrans) is een roofdier uit de familie hondachtigen die algemeen voorkomt in Noord-Amerika. Hij is nauw verwant aan de wolf (Canis lupus), maar wat kleiner en slanker van gestalte. De coyote vervult ruwweg dezelfde ecologische niche als de goudjakhals in Eurazië. Ondanks hun relatief schuwe aanleg vertonen coyotes intelligent en opportunistisch jachtgedrag, mede waardoor ze een belangrijke rol spelen in de inheems-Amerikaanse folklore.
De coyote is een veelzijdige soort die zich aan veel omgevingen heeft kunnen aanpassen. Hij leeft meestal solitair of in kleine roedels op steppen, prairies en graslanden maar niet te dichtbegroeide bossen. Zelfs in stedelijke gebieden laat hij zich soms zien. Hoewel hij hevig vervolgd is door de mens en andere roofdieren, zoals poema's, heeft de coyote zich toch sterk kunnen vermenigvuldigen. Het is een robuuste, niet-bedreigde diersoort.
Met een lichaamslengte van slechts 90 centimeter en een gewicht van 15 tot 20 kilogram is de coyote wezenlijk kleiner dan de wolf, en kan hij makkelijker door verschillende terreinen navigeren. De vacht is overwegend lichtgrijs tot roodbont; het kleurenpatroon varieert per geografische regio. De coyote is geen kieskeurige eter; hij jaagt op hazen en konijnen, kleine knaagdieren, herten en vogels, maar eet soms ook reptielen, amfibieën, insecten en aas. Aan de hand van genetisch onderzoek zijn er negentien ondersoorten vastgesteld.

## Kenmerken

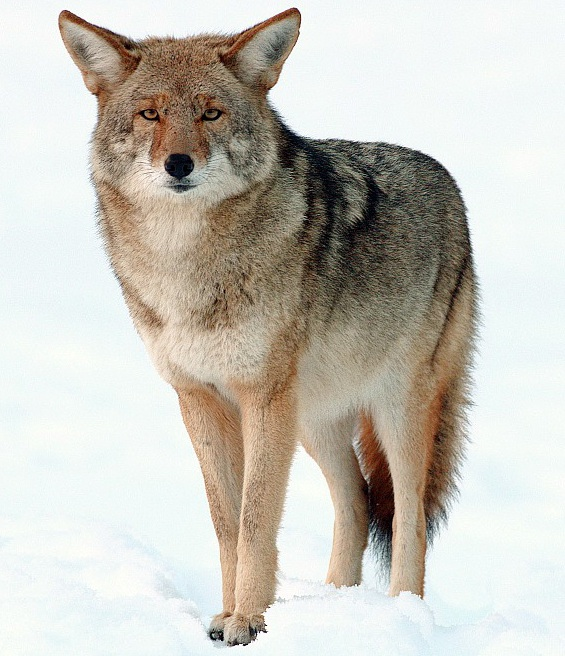
Bergcoyote (C. l. lestes) in de sneeuw in Nationaal Park Yosemite

Coyotes zijn middelgrote hondachtigen. De lichaamsgrootte varieert, afhankelijk van de geografische regio. Mannetjes wegen tussen de 8 en 20 kg, vrouwtjes tussen de 7 en 18 kg. Noordelijke ondersoorten, die gemiddeld 18 kg wegen, behoren tot de zwaardere vertegenwoordigers. Zuidelijke ondersoorten zoals in Mexico, worden vaak niet veel zwaarder dan 12 kg. 
De totale lichaamslengte is gemiddeld 1,0–1,35 meter, met een staartlengte van 40 cm. Vrouwtjes zijn zowel qua lichaamslengte als qua hoogte korter. De grootste coyote die ooit gevonden is, was een mannetje dat op 19 november 1937 werd gedood nabij Afton (Wyoming) en was van neus tot staart anderhalve meter lang en woog 34 kg.
Net als de lichaamsomvang hangt ook de kleur en textuur van de vacht van de coyote af van het leefgebied. Meestal is de vacht lichtgrijs, met roodbruine tinten rond de oren en langs de poten. Coyotes die op grote hoogte leven, hebben doorgaans een lichter uiterlijk, met zwart-witte tekeningen over de rug. De vacht van de coyote is opgebouwd uit een korte, zachte ondervacht met lange, relatief grove dekharen. Bij Mexicaanse en Midden-Amerikaanse ondersoorten is de dekvacht borstelig. Albinisme is uiterst zeldzaam bij coyotes, maar er zijn enkele gevallen bekend.
De coyote is doorgaans kleiner dan de grijze wolf, maar heeft langere oren en een grotere hersenschedel. Verder is de coyote dunner gebouwd, met een smaller gezicht en spitsere snuit. De geurklieren zijn kleiner dan die van de grijze wolf, maar hebben dezelfde kleur. De vachtkleur is 
veel minder gevarieerd dan bij de wolf of andere hondachtigen. De coyote houdt zijn staart tijdens het rennen en lopen naar beneden, in plaats van horizontaal zoals bij de wolf.

## Ondersoorten
Er zijn 19 ondersoorten bekend:
| Ondersoort       | Afbeelding |
| ---------------- | ---------- |
| C.l. latrans     |            |
| C.l. cagottis    |            |
| C.l. clepticus   |            |
| C.l. dickeyi     |            |
| C.l. frustror    |            |
| C.l. goldmani    |            |
| C.l. hondurensis |            |
| C.l. impavidus   |            |
| C.l. incolatus   |            |
| C.l. jamesi      |            |
| C.l. lestes      |            |
| C.l. mearnsi     |            |
| C.l. microdon    |            |
| C.l. ochropus    |            |
| C.l. peninsulae  |            |
| C.l. texensis    |            |
| C.l. thamnos     |            |
| C.l. umpquensis  |            |
| C.l. vigilis     |            |

## Leefwijze
De coyote leeft in kleine groepen of solitair op de prairie en in niet te dichtbegroeide bossen. Hoewel hij hevig vervolgd is door de mens en door zijn eigen verwanten, de wolven, heeft de coyote zich toch sterk kunnen vermenigvuldigen.
Hij voedt zich vooral met knaagdieren en konijnen en is daardoor eigenlijk nuttig voor de boeren. Verder eet hij slangen en insecten, bessen en gras. Hij haalt zelfs vissen en kikkers uit het water. Katten, kleine honden, elanden en muildierherten lopen ook gevaar om opgegeten te worden door een coyote.

## Voortplanting
De jonge coyotes worden na een draagtijd van ongeveer 60 dagen geboren. De jongen en het vrouwtje worden de eerste tijd door het mannetje van voedsel voorzien. Als de jongen ongeveer een half jaar oud zijn, gaan ze een eigen territorium zoeken.

## Evolutie
De voorouder van de coyote uit het pleistoceen, C. latrans orcutti, was morfologisch wat anders dan de moderne coyote. C. l. orcutti woog circa 20 kilogram, had een dikkere schedel en kaken en had een bredere snuit en tanden. Hij was zo meer aangepast voor het jagen op grote dieren, die echter op het einde van het pleistoceen, na de ijstijd zo'n 11 000 jaar geleden, uitstierven in Noord-Amerika. Ook stierf zijn concurrent, de reuzenwolf uit. Hierdoor was een grote omvang niet langer nodig. Mogelijk was dat de reden waarom de coyote in de duizend daaropvolgende jaren zijn moderne, kleinere afmetingen en minder forse morfologie kreeg.

## Hybriden
De term coywolf of woyote slaat op afstammelingen van coyotes en echte wolven - meestal gekruist met de in Amerika inheemse rode wolf (soms zelf een coywolf geacht) of 'oosterse' timberwolf, soms met de Eurazische grijze wolf.
Een coydog is gekruist met een tamme hond, meestal bewust door mensen, zelfs al in Precolumbiaans Mexico, maar er zijn ook wilde populaties spontaan ontstaan.

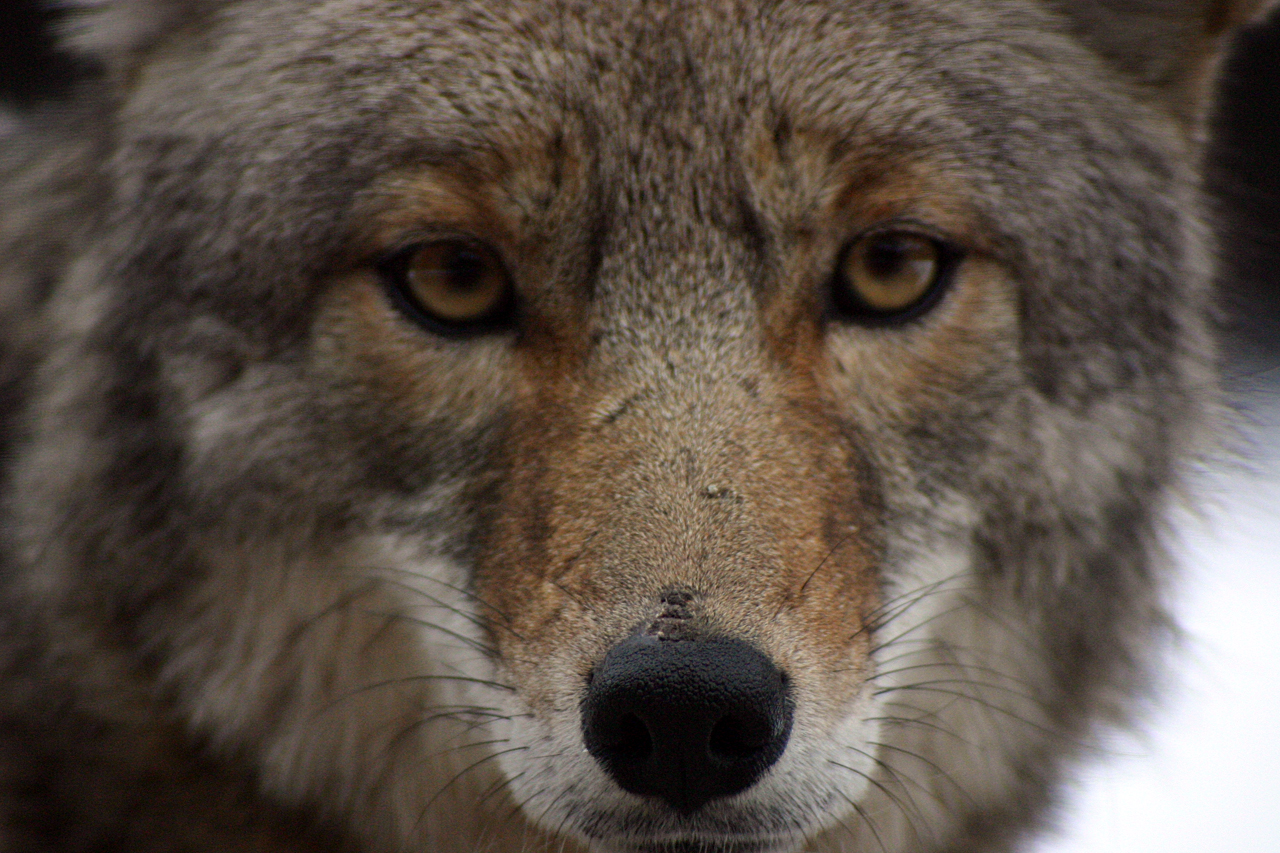
Coyote van dichtbij